# 納塔利奧
26°45′36″S 55°8′24″W / 26.76000°S 55.14000°W
納塔利奧（西班牙語：Natalio），是巴拉圭的城鎮，位於該國東南部，由伊塔普阿省負責管轄，始建於1974年，面積383平方公里，海拔高度226米，2002年人口19,456，人口密度每平方公里50.8人。